# Droga krajowa nr 26 (Polska)
Droga krajowa nr 26 (DK26) – droga krajowa klasy G w południowo-zachodniej części województwa zachodniopomorskiego o długości ok. 51 km. Prowadzi od granicy z Niemcami w Krajniku Dolnym do wsi Renice k. Myśliborza. 

## Historia numeracji
Na przestrzeni lat trasa posiadała różne oznaczenia:

| Numer | Numer | Przebieg                                   | Lata obowiązywania                 | Źródło | Uwagi                                |
| ----- | ----- | ------------------------------------------ | ---------------------------------- | --- | ------------------------------------ |
| 123   | 26    | granica państwa – Krajnik Dolny – Chojna   | 123: 14 II 1986 – 2000 26: od 2000 | - Uchwała nr 192 Rady Ministrów z dnia 2 grudnia 1985 r. w sprawie zaliczenia dróg do kategorii dróg krajowych (M.P. z 1986 r. nr 3, poz. 16) - Polska: Atlas samochodowy 1:300 000. Wyd. pierwsze. Warszawa/Wrocław: Polskie Przedsiębiorstwo Wydawnictw Kartograficznych, 1992. ISBN 83-7000-080-0. Brak numerów stron w książce - Polska: Mapa samochodowa 1:700 000, wyd. 1, Szczecin: Wydawnictwo Kartograficzne KOMPAS, 1996–1997, ISBN 83-904373-2-5. Brak numerów stron w książce - Polska: Mapa samochodowa 1:700 000, wyd. II zmienione i poprawione, Szczecin: Wydawnictwo Kartograficzne KOMPAS, 1997–1998, ISBN 83-904373-3-3. Brak numerów stron w książce - Rozporządzenie Rady Ministrów z dnia 15 grudnia 1998 r. w sprawie ustalenia wykazu dróg krajowych i wojewódzkich (Dz.U. z 1998 r. nr 160, poz. 1071) – wykaz dróg krajowych przed rokiem 2000 - Zarządzenie nr 6 Generalnego Dyrektora Dróg Publicznych z dnia 9 maja 2000 r. w sprawie nowych numerów dróg krajowych [online], Rzeczpospolita, 4 lipca 2000. | nieznana numeracja przed 1986 rokiem |
| 124   | 26    | Chojna – Trzcińsko-Zdrój – Rów – Myślibórz | 124: 14 II 1986 – 2000 26: od 2000 | - Uchwała nr 192 Rady Ministrów z dnia 2 grudnia 1985 r. w sprawie zaliczenia dróg do kategorii dróg krajowych (M.P. z 1986 r. nr 3, poz. 16) - Polska: Atlas samochodowy 1:300 000. Wyd. pierwsze. Warszawa/Wrocław: Polskie Przedsiębiorstwo Wydawnictw Kartograficznych, 1992. ISBN 83-7000-080-0. Brak numerów stron w książce - Polska: Mapa samochodowa 1:700 000, wyd. 1, Szczecin: Wydawnictwo Kartograficzne KOMPAS, 1996–1997, ISBN 83-904373-2-5. Brak numerów stron w książce - Polska: Mapa samochodowa 1:700 000, wyd. II zmienione i poprawione, Szczecin: Wydawnictwo Kartograficzne KOMPAS, 1997–1998, ISBN 83-904373-3-3. Brak numerów stron w książce - Rozporządzenie Rady Ministrów z dnia 15 grudnia 1998 r. w sprawie ustalenia wykazu dróg krajowych i wojewódzkich (Dz.U. z 1998 r. nr 160, poz. 1071) – wykaz dróg krajowych przed rokiem 2000 - Zarządzenie nr 6 Generalnego Dyrektora Dróg Publicznych z dnia 9 maja 2000 r. w sprawie nowych numerów dróg krajowych [online], Rzeczpospolita, 4 lipca 2000. | nieznana numeracja przed 1986 rokiem |
| 129   | 26    | Myślibórz – Renice                         | 129: 14 II 1986 – 2000 26: od 2000 | - Uchwała nr 192 Rady Ministrów z dnia 2 grudnia 1985 r. w sprawie zaliczenia dróg do kategorii dróg krajowych (M.P. z 1986 r. nr 3, poz. 16) - Polska: Atlas samochodowy 1:300 000. Wyd. pierwsze. Warszawa/Wrocław: Polskie Przedsiębiorstwo Wydawnictw Kartograficznych, 1992. ISBN 83-7000-080-0. Brak numerów stron w książce - Polska: Mapa samochodowa 1:700 000, wyd. 1, Szczecin: Wydawnictwo Kartograficzne KOMPAS, 1996–1997, ISBN 83-904373-2-5. Brak numerów stron w książce - Polska: Mapa samochodowa 1:700 000, wyd. II zmienione i poprawione, Szczecin: Wydawnictwo Kartograficzne KOMPAS, 1997–1998, ISBN 83-904373-3-3. Brak numerów stron w książce - Rozporządzenie Rady Ministrów z dnia 15 grudnia 1998 r. w sprawie ustalenia wykazu dróg krajowych i wojewódzkich (Dz.U. z 1998 r. nr 160, poz. 1071) – wykaz dróg krajowych przed rokiem 2000 - Zarządzenie nr 6 Generalnego Dyrektora Dróg Publicznych z dnia 9 maja 2000 r. w sprawie nowych numerów dróg krajowych [online], Rzeczpospolita, 4 lipca 2000. | nieznana numeracja przed 1986 rokiem |

## Dopuszczalny nacisk na oś
Od 13 marca 2021 roku na drodze dozwolony jest ruch pojazdów o nacisku pojedynczej osi napędowej do 11,5 tony.

### Do 13 marca 2021 r.
Wcześniej droga krajowa nr 26 była objęta ograniczeniami dopuszczalnego nacisku pojedynczej osi:
| Znak | Dopuszczalny nacisk | Odcinek                                                                                      |
| ---- | ------------------- | -------------------------------------------------------------------------------------------- |
| DK26 | do 10 ton           | - granica państwa – Krajnik Dolny – Chojna ( ul. Barwicka) - Myślibórz – (węzeł „Myślibórz”) |
| DK26 | do 8 ton            | Chojna ( ul. Barwicka) – Rów – Myślibórz                                                     |

## Ważniejsze miejscowości leżące na trasie DK26
- Krajnik Dolny – Granica z Niemcami
- Chojna (DK31)
- Trzcińsko-Zdrój
- Rów
- Golenice
- Myślibórz (DK23)
- Renice (S3)